# (3778) Regge
(3778) Regge (1984 HK1) – planetoida z pasa głównego asteroid okrążająca Słońce w ciągu 4,87 lat w średniej odległości 2,87 j.a. Odkrył ją Walter Ferreri 26 kwietnia 1984 roku.